# Alexis Sosa
Alexis Gastón Sosa (Burzaco, 22 luglio 1999) è un calciatore argentino, difensore dell'Arsenal Sarandí.

## Carriera
Cresciuto nel settore giovanile del Banfield, debutta in prima squadra il 10 settembre 2016 in occasione dell'incontro di Primera División pareggiato 0-0 contro il Colón (SF).

## Statistiche

### Presenze e reti nei club
Statistiche aggiornate al 1º dicembre 2021.
| Stagione        | Squadra         | Campionato      | Campionato | Campionato | Coppe nazionali | Coppe nazionali | Coppe nazionali | Coppe continentali | Coppe continentali | Coppe continentali | Altre coppe | Altre coppe | Altre coppe | Totale | Totale |
| Stagione        | Squadra         | Comp            | Pres       | Reti       | Comp            | Pres            | Reti            | Comp               | Pres               | Reti               | Comp        | Pres        | Reti        | Pres   | Reti   |
| --------------- | --------------- | --------------- | ---------- | ---------- | --------------- | --------------- | --------------- | ------------------ | ------------------ | ------------------ | ----------- | ----------- | ----------- | ------ | ------ |
| 2016-2017       | Banfield        | PD              | 1          | 0          | CA              | 0               | 0               |                    | -                  | -                  |             | -           | -           | 1      | 0      |
| 2017-2018       | Banfield        | PD              | 1          | 0          | CA              | 0               | 0               |                    | -                  | -                  |             | -           | -           | 1      | 0      |
| 2018-2019       | Banfield        | PD              | 0          | 0          | CA              | 0               | 0               |                    | -                  | -                  |             | -           | -           | 0      | 0      |
| 2019-2020       | Banfield        | PD              | 0          | 0          | CA              | 0               | 0               |                    | -                  | -                  |             | -           | -           | 0      | 0      |
| 2020            | Banfield        |                 | -          | -          | CdL             | 1               | 0               |                    | -                  | -                  |             | -           | -           | 1      | 0      |
| 2021            | Banfield        | PD              | 4          | 0          | CA+CdL          | 0+6             | 0               |                    | -                  | -                  |             | -           | -           | 10     | 0      |
| Totale carriera | Totale carriera | Totale carriera | 6          | 0          |                 | 7               | 0               |                    | 0                  | 0                  |             | -           | -           | 13     | 0      |